# 밥 오든커크
밥 오든커크(영어: Bob Odenkirk, 1962년 10월 22일 ~ )는 미국의 배우, 코미디언, 작가, 감독이자 연출가이다. AMC의 범죄 드라마 시리즈 《브레이킹 배드》와 그 스핀오프 《베터 콜 사울》에서 미심쩍은 달변가 변호사 사울 굿맨 역으로, 그리고 HBO 스케치 코미디 시리즈 《미스터 쇼 위드 밥 앤 데이비드》의 공동 제작자이자 친구 데이비드 크로스와 출연자로 유명하다.
1980년대 말과 1990년대 사이 오든커크는 텔레비전 쇼 《새터데이 나이트 라이브》, 《레이트 나이트 위드 코난 오브라이언》, 《겟 어 라이프》, 《벤 스틸러 쇼》, 《데니스 밀러 쇼》에서 작가로 일했다. 2000년대 초에는 팀 앤 에릭이라는 코미디 듀오를 발견해 이들의 텔레비전 시리즈 《톰 고즈 투 더 메이어》, 《팀 앤 에릭 어섬 쇼, 그레이트 잡!》을 제작했다. 그는 총 세 편의 영화를 연출했으며, 《저녁 먹으러 가는 멜빈》 (2003), 《감옥에 가보자》 (2006), 《솔로몬》 (2007)이 그것이다. 2015년에 그와 데이비드 크로스는 재결합했고 《W/ 밥 앤 데이비드》를 위해 미스터 쇼의 제작진들과 호흡을 맞춘다.
1996년 《위드 밥 앤 데이비드》의 책임 프로듀서 나오미 옴토브와 결혼했다. 부부는 두 아이를 가지고 있다.

## 어린 시절
오든커크는 일리노이주 버윈에서 태어나 네이퍼빌 부근에서 자랐다. 그는 인쇄 사업에 종사하던 월터 오든커트와 로마 가톨릭에 독일 및 아일랜드 혈통 바바라 오든커크의 일곱 자식 중 한 명이었다. 부모는 월터 오든커크의 알코올 중독으로 갈라선다. 이는 밥이 최대한 알코올을 멀리 해야겠다는 결정에 영향을 미쳤다. 그는 후에 네이퍼빌에서 자란 것이 "싫었다"고 말했는데 "마치 막다른 길 같았어요. 노웨어스빌(Nowheresville) 처럼요. 다른 도시로 이사가 그곳에서 신나는 사람들과 어울리고 싶었죠."라고 이유를 들었다. 월터 오든터크는 골암으로 1995년 사망했다.
오든커크는 네이퍼빌 노스 고등학교와 위스콘신주 밀워키에 위치한 마르케트 대학에 재학했다. 그러다 "그의 칼리지 라디오 방송의 라이브 쇼에서의 스케치 저술과 공연 솜씨로" 일리노이주 카본데일에 위치한 서던 일리노이 대학으로 편입했다. 그는 코미디 극작가로 뛰어들기 위해 서던 일리노이 대학에 위치한 지역의 대학 라디오 WIDB에서 맷 헬서와 그레그 윈도프와 라디오 DJ로 일했다. 그는 WIDB에서 일하며 프라임 타임 스페셜(The Prime Time Special)이라는 심야 라디오 코미디 쇼를 기획하기도 했다. 그 쇼는 아주 재미난 쇼로 평가되며 밥에게는 자신의 타고난 재능을 표출할 배출구를 제공해 주었다. 대학에서 3년을 지낸 그는 시카고로 가서 글을 쓰고 공연을 펼칠 결심을 한다. 처음에는 그가 다니게 된 "더 플레이어스 워크샵 오브 더 세컨트 시티"에서 델 클로스에게 배웠다. 이곳에서 그는 로버트 스미걸을 만나 그들은 협업을 하기 시작했고 곧 몇 년을 하게 되는 《새터데이 나이트 라이브》로 이끌게 된다. 임프루브 올림픽에서는 크리스 팔리와 팀 메도스와 공연을 펼치기도 했다.
오든커크는 지적이면서도 단순한 유머를 조합한 《몬티 파이튼의 비행 서커스》가 코미디의 가장 큰 영향을 미쳤다. 이외에 영향을 준 것은 스티브 달, 《SCTV》, 스티브 마틴의 《레츠 갯 스몰》, 우디 앨런, 클리디비티 갭, 밥 앤 레이 등이다. 14살 때에는 시카고의 세컨드 시티 시어터에 방문한 적이 있었다. 코미디 작가 빌 오든커크는 그의 남동생이다.

## 경력

### 텔레비전에서

#### 《새터데이 나이트 라이브》: 1987–1991
1987년 오든커크는 《새터데이 나이트 라이브》의 작가로 기용되었고 1991년까지 그 일을 계속했다. 로버트 스미걸과 코난 오브라이언과 함께 작업하면서 그들은 수많은 스케치를 제작했지만, 자신의 각본에 대해서는 확신을 느끼지 못하고 있었다. 그 쇼에서 조역으 몇 차례 연기했는데 1991년 배드 아이디어 진의 패러디 상업광고가 그중 가장 두드러졌다. 《SNL》에서 일하는 마지막 해에 그는 애덤 샌들러, 데이비드 스페이드, 크리스 록, 크리스 파레이와 함께 작업했지만 결국 자신만의 공연을 펼치고 싶어 쇼에서 사임했다. 《SNL》에서 그는 스케치의 저술에서 짐 다우니와 앨 프랭큰 그리고 자시의 친구 스미걸과 오브라이언에게 많은 교육을 받았다. 《SNL》에서 그는 "동기적 수다쟁이(Motivational Speaker) 맷 폴리"라는 캐릭터를 구상했고 이는 쇼에서 반복해 출연한다.
《SNL》이 1988년 여름 휴방기에 접어들었을 때, 오든커크는 시카고로 돌아와 스미걸과 오브라이언과 함께 무대 공연을 가졌고 이를 《해피 해피 굿 쇼》로 명명했다. 다음해 여름에는 자신의 원맨쇼인 《쇼-액팅 가이》를 기획했고 톰 가이나스가 연출했다. 마지막 여름 공백기에는 세컨드 시티 주무대에서 《플레그 버닝 퍼미티드 인 로비 온리》를 쓰고 연기했다.

#### 다양한 저술 및 연기 활동: 1991–1994
1991년, 오든커크는 TV 쇼 《겟 어 라이프》의 각본가로 채용되었으며 《레이트 나이트 위드 데이비드 레터맨》의 출연자 크리스 엘리엇이 출연한 쇼였다. 또한 《더 데니스 밀러 쇼》의 각본도 썼다. 오든커크는 벤 스틸러와는 친구 관계로 《SNL》 시절에서는 사무실을 공유하기도 했다. 이 경험이 《더 벤 스틸러 쇼》의 출연진으로서 기용되는 데 도움되었다. 쇼에서 작가와 배우라는 두 역을 맡은 그는 길이 회자될 스케치인 "계집애 맨슨"을 기획 및 출연했다. 그리고 쇼가 각본 부문에서 에미상을 수상할 수 있게 하지만, 상을 탈 무렵 쇼는 이미 취소되었다. 오든커크는 1993년과 1994년 시즌의 《레이트 나이트 위드 코난 오브라이언》에서 작가로 공헌했다. 《더 벤 스틸러 쇼》 시기 만난 데이비드 크로스와 손잡고 라이브 스케치 쇼를 시작하기도 했고 결국에는 《미스터 쇼 위드 밥 앤 데이비드》로 발전한다. 1993년에는 《레리 샌들러 쇼》에서 레리 샌들러의 오원 스티브 그랜트 역으로 자주 출연하게 되었고 1998년까지 그 캐릭터를 계속했다. 같은 해 《로잔느 아줌마》와 톰 아널드의 《재키 토마스 쇼》에서 잠시 연기했다. 라디오 예술가 조 프랭크에게 기용된 그와 데이비드 크로스는 프랭크의 1994년도 라디오 프로그램 "A Hearing"과 "The Last Run"에서 등장했고 1997년 둘은 합쳐져 "The OJ Chronicles."가 되었다.

## 출연작 목록

### 영화
| 연도 | 제목                    | 원제                                | 배역                | 비고            |
| ---- | ----------------------- | ----------------------------------- | ------------------- | --------------- |
| 2011 | 선 오브 모닝            | Son of Morning                      | 프레드 찰스         |                 |
| 2011 | 테이크 미 홈 투나잇     | Take Me Home Tonight                | 마이크              |                 |
| 2012 | 팀과 에릭의 초대박 영화 | Tim and Eric's Billion Dollar Movie |                     |                 |
| 2012 | 자이언트 메카니컬 맨    | The Giant Mechanical Man            | 마크                |                 |
| 2013 | 애스 백워즈             | Ass Backwards                       | MC                  |                 |
| 2013 | 머저리들 상대하기       | Dealin' with Idiots                 | 짐보 코치           |                 |
| 2013 | 스펙타큘러 나우         | The Spectacular Now                 | 댄                  |                 |
| 2013 | 무비43                  | Movie 43                            | 사립탐정            |                 |
| 2013 | 네브래스카              | Nebraska                            | 로스 그랜트         |                 |
| 2014 | 블러바드                | Boulevard                           | 윈스턴              |                 |
| 2015 | 나는 크리스 팔리        | I Am Chris Farley                   | 본인                | 다큐멘터리 영화 |
| 2015 | 헬 앤 백                | Hell and Back                       | 악마                |                 |
| 2015 | 프릭스 오브 네이처      | Freaks of Nature                    | 슈터 파커           |                 |
| 2017 | 걸프렌드 데이           | Girlfriend's Day                    | 레이                | 각본·제작 담당  |
| 2017 | 더 디재스터 아티스트    | The Disaster Artist                 | 스타니슬랍스키 선생 | 카메오 출연     |
| 2017 | 더 포스트               | The Post                            | 벤 백디키언         |                 |
| 2018 | 인크레더블 2            | Incredibles 2                       | 윈스턴 디버         | 목소리 출연     |
| 2019 | 롱 샷                   | Long Shot                           | 체임버스 대통령     |                 |
| 2019 | 내 이름은 돌러마이트    | Dolemite Is My Name                 | 로런스 울너         |                 |
| 2019 | 작은 아씨들             | Little Women                        | 마치씨              |                 |
| 2021 | 노바디                  | Nobody                              | 허치 맨셀           | 주인공          |
| 2025 | 노바디 2                | Nobody 2                            | 허치 맨셀           | 주인공          |

### 방송
| 연도      | 제목                  | 원제                  | 배역          | 비고                                  |
| --------- | --------------------- | --------------------- | ------------- | ------------------------------------- |
| 1993      | 로잔느 아줌마         | Roseanne              | 짐            | "Tooth or Consequences" 에피소드 출연 |
| 1999      | 솔로몬 가족은 외계인  | 3rd Rock from the Sun | 게리 파킨슨   | "The Fifth Solomon" 에피소드 출연     |
| 2000      | 커브 유어 엔수지애즘  | Curb Your Enthusiasm  | 길            | "Porno Gil" 에피소드 출연             |
| 2003      | 레스 댄 퍼펙트        | Less than Perfect     | 콜린 헌터     | "The New Guy" 에피소드 출연           |
| 2003      | 퓨처라마              | Futurama              | 채즈          | "The Why of Fry" 에피소드 출연        |
| 2003      | 못말리는 패밀리       | Arrested Development  | 닥터 필 건티  | "Visiting Ours" 에피소드 출연         |
| 2008-12   | 내가 그녀를 만났을 때 | How I Met Your Mother | 아서 홉스     | 에피소드 8회분 출연                   |
| 2008      | 위즈                  | Weeds                 | 배리          | "Head Cheese" 에피소드 출연           |
| 2009      | 약혼의 법칙           | Rules of Engagement   | 마이크        | "Russell's Secret" 에피소드 출연      |
| 2009-13   | 브레이킹 배드         | Breaking Bad          | 사울 굿맨     | 조역                                  |
| 2010      | 안투라지              | Entourage             | 켄 오스틴     | 에피소드 3회분 출연                   |
| 2013      | 오피스                | The Office            | 마크          | "Moving On" 에피소드 출연             |
| 2014      | 파고                  | Fargo                 | 빌 오즈월트   | 에피소드 9회분 출연                   |
| 2014      | 트립탱크              | TripTank              | 핫소스 노동자 | "Crossing the Line" 에피소드 출연     |
| 2015-현재 | 베터 콜 사울          | Better Call Saul      | 사울 굿맨     | 주인공                                |

## 참고 문헌
- Raftery, Brian (November 2013). “The Internet Owes Its Sense of Humor to This Man”. 《Wired》. 2013년 10월 18일에 확인함.